# Belén Cuesta
Belén Cuesta, född 24 januari 1984 i Sevilla, är en spansk skådespelare.
Cuesta har bland annat medverkat i TV-serierna La casa de papel och Romancero. Hon har även medverkat i TV-serien Cristóbal Balenciaga.

## Filmografi (i urval)
- 2019–2021 – La casa de papel (TV-serie)
- 2023 – Romancero (TV-serie)
- 2024 – Cristóbal Balenciaga (TV-serie)
- 2025 – Ett ruttet arv (TV-serie)